# Ocean Endeavour
Die Ocean Endeavour ist ein Kreuzfahrtschiff von SunStone Ships. Sie wurde 1982 als Fährschiff Konstantin Simonov von der damaligen sowjetischen Fernost-Seereederei in Dienst gestellt. Seither trug das Schiff die Namen Francesca, The Iris und zuletzt von 2010 bis 2014 Kristina Katarina, als es von der finnischen Kristina Cruises eingesetzt wurde.
Die Schwesterschiffe sind Dmitriy Shostakovich, Georg Ots, Mikhail Suslov, Lev Tolstoy, Mikhail Sholokhov und Konstantin Chernenko. Sie ist das letzte Schiff ihrer Klasse und soll bis Oktober 2025 verkauft werden.

## Geschichte

### Konstantin Simonov
Der Stapellauf des Schiffes mit der Baunummer B 492/03 erfolgte am 17. April 1981 auf der polnischen Werft Stocznia Szczecinska im Adolfa Warskiego in Stettin. Es gehört zu der von 1980 bis 1986 hergestellten Baureihe von sieben Schiffen der Dmitriy-Shostakovich-Klasse.
Das Schiff wurde nach dem Schriftsteller Konstantin Simonow benannt. Nachdem die Konstantin Simonov im April 1982 abgeliefert wurde, kam die Besatzung aus dem Fernen Osten an Bord, und begann ihre Jungfernfahrt aus Riga nach Kuba. Auf dem Rückweg wurde das Fährschiff nach Odessa dirigiert, wo es nach dem Befehl des Ministeriums der Seeflotte der UdSSR vom 10. August 1982 verblieb. Das Schiff wurde als Kreuzfahrtschiff für sowjetische und ausländische Touristen auf dem Schwarzen Meer, Mittelmeer und bei „Reisen um Europa“ auf der Ostsee betrieben. Nach dem Untergang der Mikhail Lermontov der Leningrader Ostsee-Reederei hatte diese Ersatzbedarf, am 9. Januar 1987 wurde deshalb die Konstantin Simonov an die Ostsee-Reederei übergeben.
1987–1988 wurde das Schiff auf der Lloyd Werft in Bremerhaven modernisiert und auf der Strecke Leningrad – Helsinki – Sankt Petersburg eingesetzt. Unter Leitung der neuen russischen Kapitalisten (russ. „новые русские“) ging die Ostsee-Reederei in Konkurs, und im Mai 1996 wurde das Schiff in Kiel zur Deckung von Verbindlichkeiten festgesetzt, an die zypriotische Pakartin Shipping Co. Ltd. verkauft und erhielt den Namen Francesca. Ab dem Jahr 2000 war das Schiff unter maltesischer Flagge für die israelische Mano Cruise als The Iris auf dem Mittelmeer unterwegs.

### Kristina Katarina

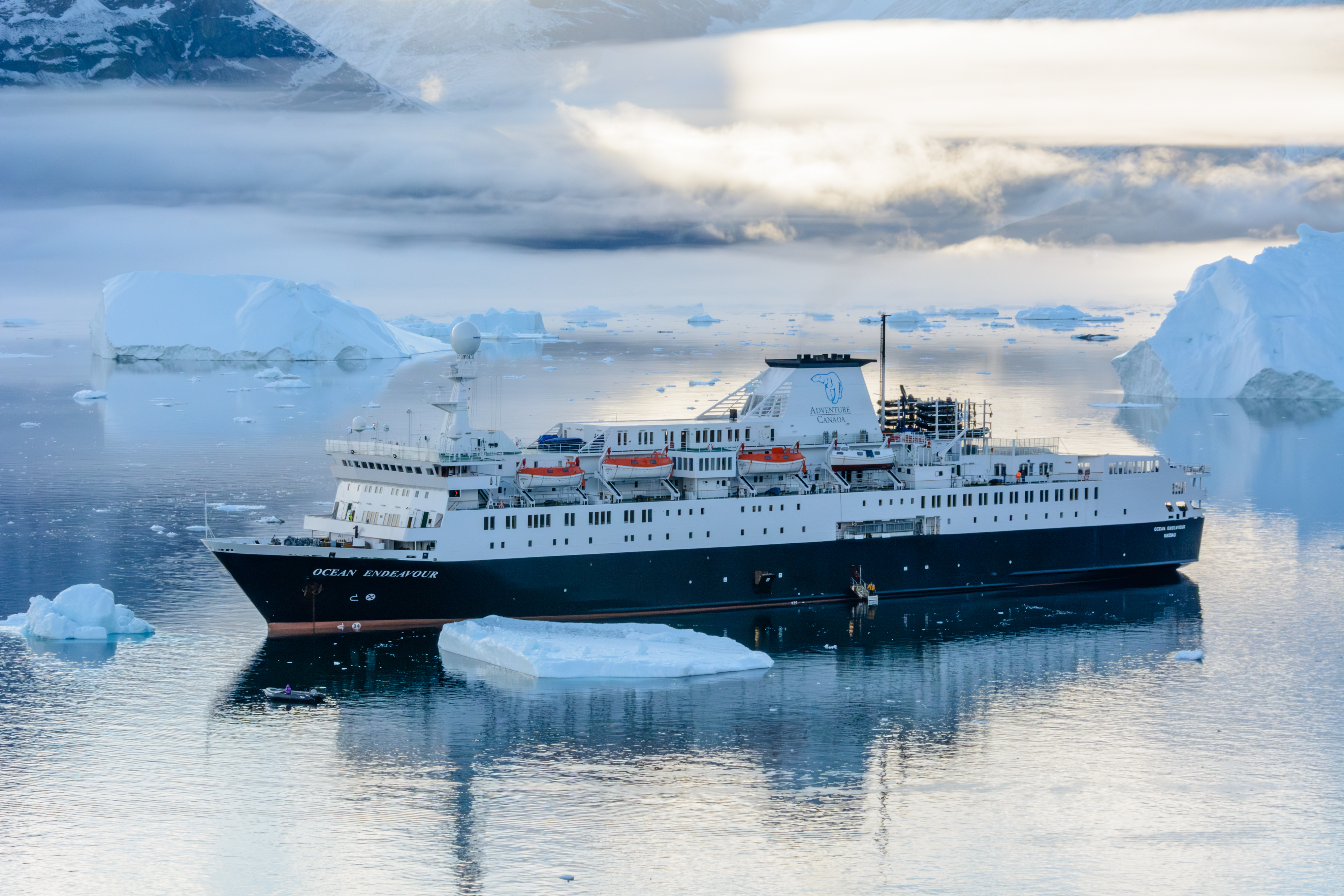
Kreuzfahrtschiff Ocean Endeavour bei der Diskoinsel vor der Westküste Grönlands im September 2015

Am 11. Dezember 2009 kaufte die finnische Gesellschaft Kristina Cruises das 1A-eisverstärkte Schiff, um ihre 1960 gebaute Kristina Regina abzulösen. Seit dem 24. Februar 2010 ist der Heimathafen des Schiffes Kotka, und die Kristina Katarina wurde vom Almaco-Konzern in Kotka und Naantali modernisiert, wobei alle 193 Kabinen, Treppenhäuser, Konferenzsaal, Restaurant usw. neu eingerichtet wurden.
 Ab dem 31. August 2010 fand die erste Kreuzfahrt zum Mittelmeer statt. Am 5. Oktober 2010 besuchte die Kristina Katarina ihren ehemaligen Heimathafen Odessa. Im Mai 2012 wurde sie zunächst im Mittelmeer eingesetzt, später im Ostseeraum sowie den norwegischen Fjorde und Spitzbergen.

### Ocean Endeavour
Am 8. Januar 2014 wurde das Schiff an die internationalen Investoren verkauft und in Ocean Endeavour umbenannt.